# Samuel Biéler
Pour les articles homonymes, voir Biéler.
Samuel Biéler, né le 4 novembre 1827 à Genève et mort le 5 octobre 1911, est un enseignant vaudois.

## Biographie
Originaire de Préverenges, Samuel Biéler, futur docteur honoris causa de la Faculté des sciences de l'Université de Lausanne, est directeur de l'école cantonale d'agriculture.
Fondateur avec Ernest Chuard et Jean Dufour de la Chronique agricole du canton de Vaud, il est le père du peintre Ernest Biéler.